# Stazione di Mozzate
La stazione di Mozzate è una fermata ferroviaria posta sulla linea Saronno-Laveno, a servizio dell'omonimo comune.

## Movimento

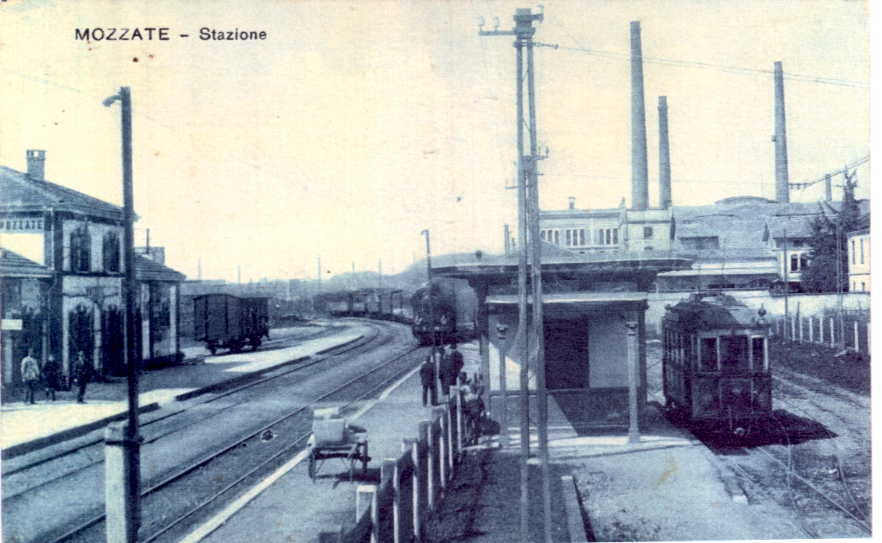
La stazione ai tempi tram

La stazione è servita treni regionali svolti da Trenord nell'ambito del contratto di servizio stipulato con la Regione Lombardia.

## Interscambi
Fra il 1910 e il 1934 la stazione rappresentava altresì il capolinea meridionale della Tranvia Como-Appiano Gentile-Mozzate.